# Charles Hermans (schilder)
Charles Hermans (Brussel, 17 augustus 1839 – Menton, 7 december 1924) was een Belgisch schilder.

## Leven

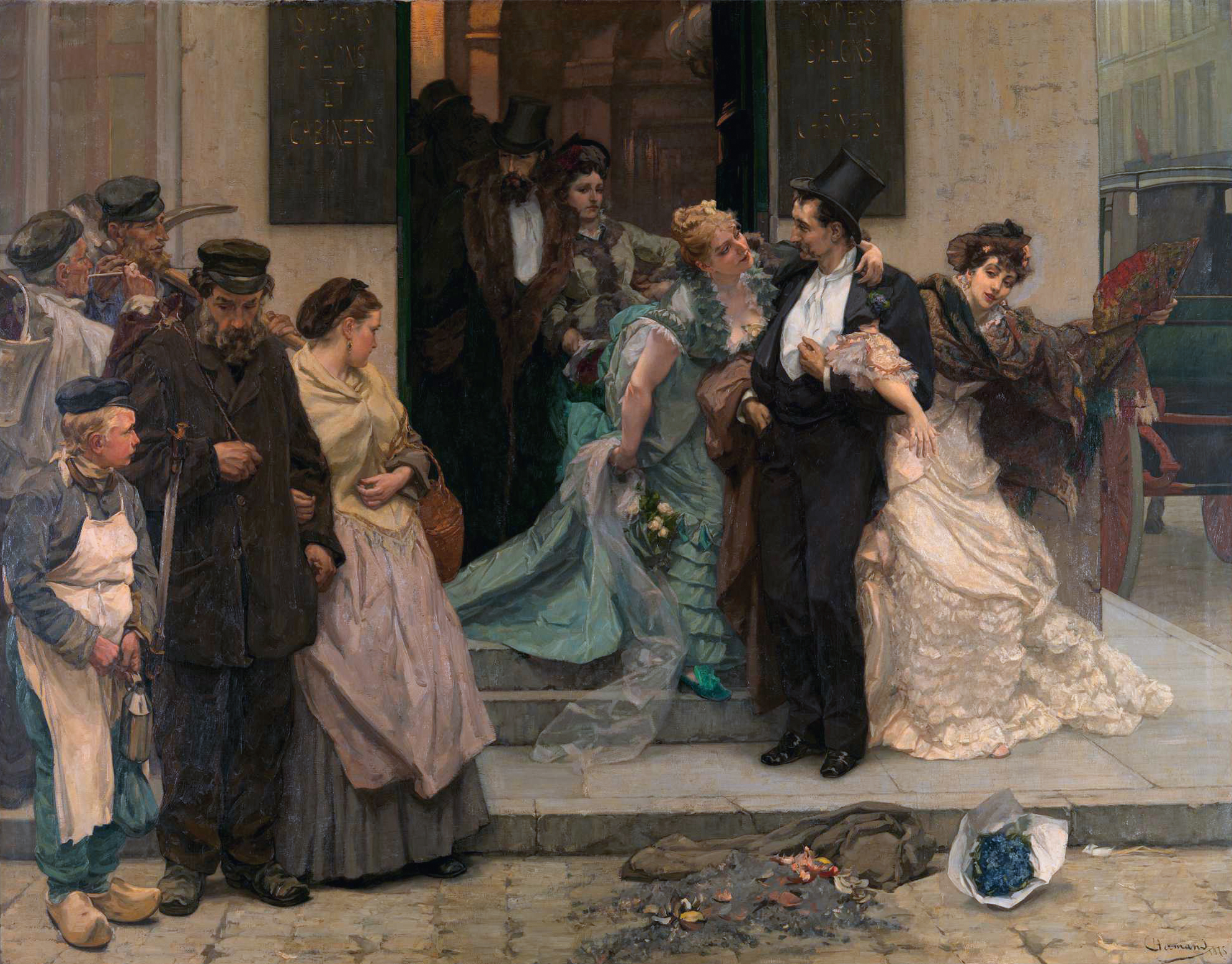
À l’Aube (Bij dageraad) van Charles Hermans, Koninklijke Musea voor Schone Kunsten van België te Brussel, olieverf op doek, 248 x 317 cm, handtekening en jaartal (1875) rechts onderaan, inventarisnummer 2812, gekocht van de kunstenaar in 1881

Hermans werd geboren in een burgerlijk gezin dat zijn kunstzinnige aspiraties nooit wat in de weg heeft gelegd. In Brussel werd hij leerling van de schilders François-Joseph Navez en Louis Gallait vóór hij het Brusselse Sint-Lukasatelier begon te frequenteren, dat een vrij atelier was en een alternatief bood voor het traditionele academische onderwijs. Tussen 1858 en 1861 studeerde Hermans bij de schilder Charles Gleyre aan de École Centrale des Beaux-Arts, een Parijse officiële kunstschool.
Van 1862 tot 1867 verbleef Hermans in Italië, waar hem in Rome vooral het aldaar geobserveerde kloosterleven schijnt te hebben geboeid; de monniken waren voor hem als nauwgezet waarnemer van 1866 tot 1869 een dankbaar onderwerp voor talrijke schilderijen. Hij maakte ook later nog vele reizen, vooral in het Middellandse Zeegebied en naar Spanje in het bijzonder.
Hermans maakte ook deel uit van de op 1 maart 1868 in Brussel opgerichte Société libre des Beaux-Arts, die vele vooraanstaande Belgische naturalistische en realistische kunstenaars verenigde (De Groux, Verwée, Meunier, Dubois, Artan, Rops, Smits, Baron, ...).
Hermans nam deel aan grote internationale tentoonstellingen, onder meer de kunstsectie van een wereldtentoonstelling zoals die in Parijs in 1878 waar zijn À l’aube (Bij dageraad) werd getoond. Zijn schilderijen vonden de weg naar musea in België en in het buitenland.

## Bij dageraad
Met het doek À l’aube, een sleutelwerk van het Belgische realisme in de schilderkunst, verwekte Hermans opschudding op het Salon van Brussel in 1875 en vestigde hij zijn reputatie. Dit was zowel een realistisch genrestuk als een sociaal manifest, uitgevoerd op een formaat dat voorheen aan het historiestuk was voorbehouden. Het tafereel valt op te delen in de linkergroep op het schilderij die gevormd wordt door arbeiders en de rechtergroep met representanten van de liederlijke, regerende klasse. In de vroege uurtjes verlaten liederlijke rijkelui in rok het salon, een uitgaansgelegenheid van de Belgische hoofdstad; twee vrouwen haken zich vast aan een stomdronken man, waarbij het lijkt alsof een van de twee vrouwen, die van het trio nauwelijks op minder dronkenschap aanspraak schijnt te kunnen maken dan de man, het in de riool terechtgekomen bloemenboeket weldra in die positie zal volgen. In de straat trekken arbeiders naar het werk. De vrouw van een van hen - althans naar het uitschijnt de vrouw van een van hen, aangezien ze zijn arm vasthoudt - werpt een smartelijke blik op het armzalige spektakel bij de feestzaal. Een man met een bontgevoerde jas en zijden hoed, werpt vanuit de deuropening een blik waarmee de indruk wordt gewekt dat de confrontatie met de arbeidersklasse zijn schaamtegevoel heeft aangeboord.
Al dwingt de opzienbarende prestatie van de schilder tot een andere manier van kijken, toch staat het niet vast dat het werk als een politiek pamflet is bedoeld.

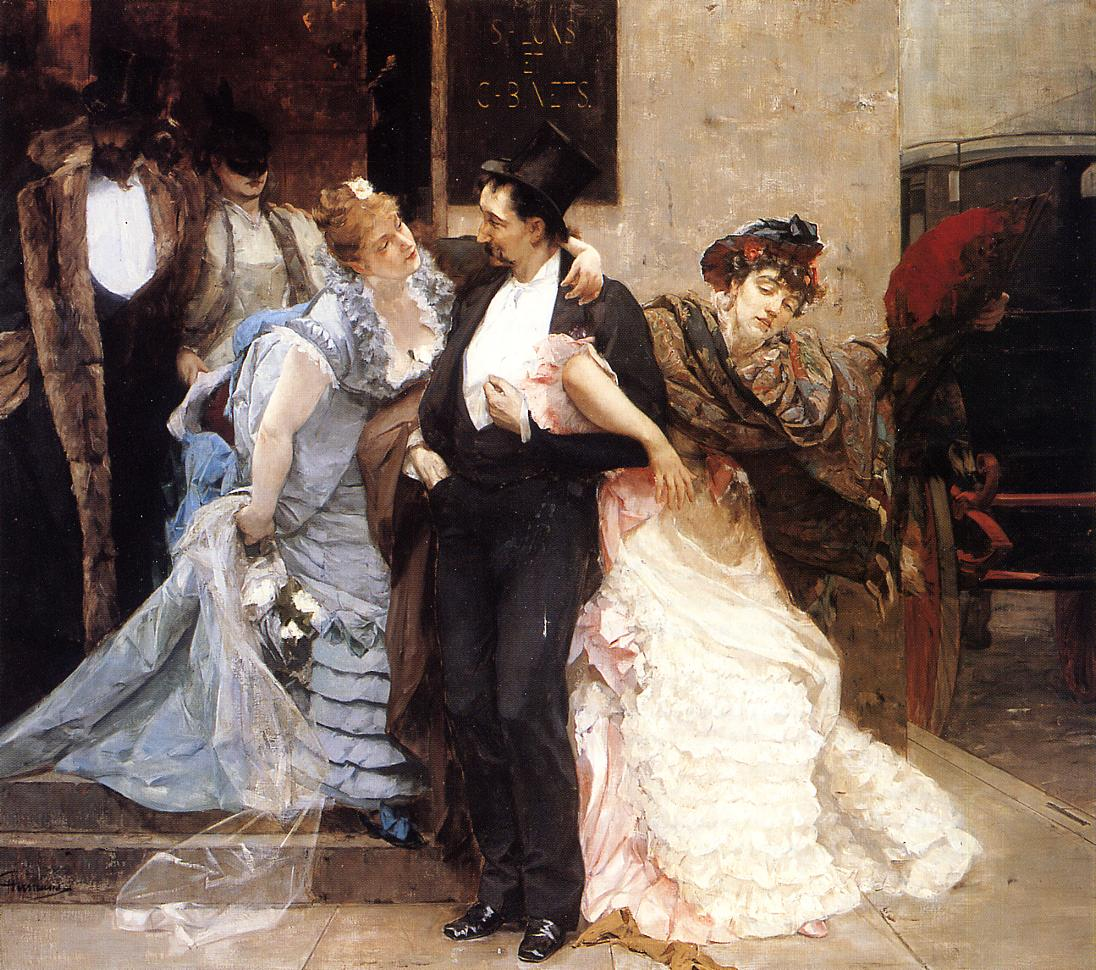
Detail van À l’Aube (zie boven)

"De grote weerklank op het Salon van Brussel in 1875 markeerde meteen ook een nog betekenisvollere mijlpaal. Het was in België ook het manifest van de "grijze school" (dat wil zeggen die van het verstrooide licht en van het pleinairisme) en tevens die van de moderniteit die rechten opeist tegenover de historieschilderkunst. Maar het beste commentaar op dit opmerkelijke doek gaf de maker ervan zelf. Ik geef het beknopt weer overeenkomstig een van zijn biografen, de heer de Taeye, wiens commentaar verscheen in de Artistes belges contemporaines: "Ik heb ernaar gestreefd zo oprecht mogelijk te zijn, waarbij ik tegelijk heb geprobeerd af te zien van te grote sentimentaliteit en realisme. Ik heb mij ingeleefd in de arbeiders op de voorgrond die zich 's ochtends wakker en monter rustig naar het werk begeven, terwijl de flierefluiters in zwarte rok rumoerig de vergulde holen verlaten waar ze de nacht hebben doorgebracht. Ik ben zelfs op een ochtend na een carnavalsavond voor het krieken van de dag opgestaan, om de optocht van mijn figuren bij te wonen. Ik heb het toneel nauwgezet weergegeven zoals het in mijn verbeelding is blijven hangen, terzelfder tijd strevend naar de grootst mogelijke eenvoud. Er is beweerd dat mijn schilderij van socialistische strekking zou zijn. Dat is een vergissing. De gedachte is nooit bij mij opgekomen om de arbeider te verheerlijken door de ontaarding van losbollen uit te beelden. Het is trouwens om die reden dat ik heb afgezien van mijn aanvankelijke voornemen om een van de uitgesproken perverten die de private feestzaal verlaten, voor te stellen met de trekken van de zus van de arbeidster die naast haar man loopt. De uitvoering van dat voornemen zou inderdaad een spel met gelaatsuitdrukkingen hebben gevergd dat mij veeleer sentimenteel en overdreven romantisch leek."

## Externe links

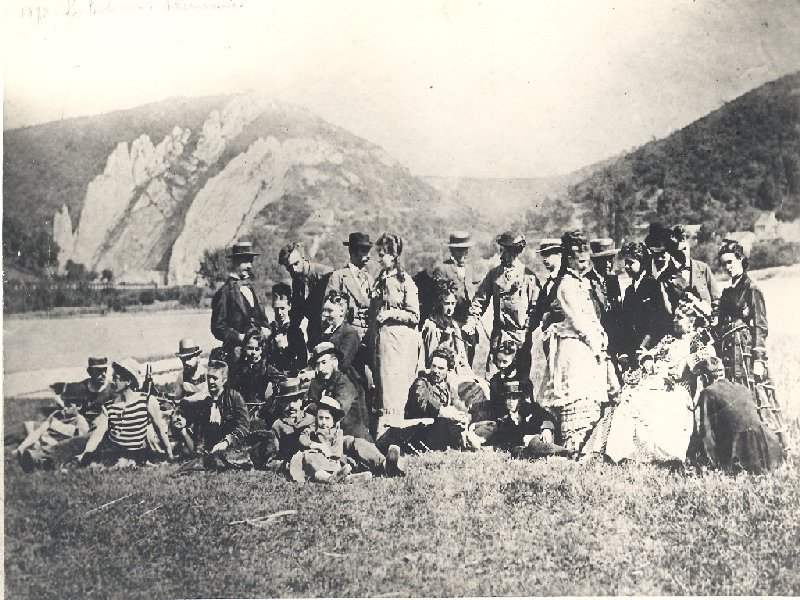
De kunstenaarskolonie van Anseremme in 1872: de liggende man in het midden op de voorgrond, met ontbloot hoofd, is Charles Hermans, omringd door kunstenaarsvrienden als Juliaan Dillens, Félicien Rops en, achter hem, Caroline Dandoy, zus van de schrijver Charles de Coster